# Bereczki Károly (újságíró)
Bereczki Károly (Szováta, 1948. április 4. – Budapest, 2014. február 16.) magyar újságíró.

## Életútja
A gyergyószentmiklósi Salamon Ernő Gimnázium végzettje, a kolozsvári Babeș–Bolyai Tudományegyetem történelem-filozófia karán szerzett diplomát. Pályáját az aradi Vörös Lobogónál kezdte, 1971-től a Hargita szerkesztőségében dolgozott. Szatíráival és humoreszkjeivel tűnt fel, honismereti riportjaiban a helytörténeti hagyományokat szívesen kapcsolta a kortárs emberek problémáihoz. A Művelődésnek, az Új Életnek, később a csíkszeredai Hargita Népének (1990 után) és az Udvarhelyi Híradónak (1990-es, 2000-es évek), majd az aradi Nyugati Jelen (2000-es évek) munkatársa volt.

## Művei
- Szülőföldön ismerősen (publicisztikai írások). Szabadhajdú Kiadó, Hajdúböszörmény, 1993. ISBN 963 02 9455 9
- Tündérálom (regény). Státus Könyvkiadó, Csíkszereda, 1998. ISBN 973-97445-2-4
- Publicisztikai írások: http://www.civishir.hu/szerintem/bereczki-karoly